# Powieść w odcinkach
Powieść w odcinkach (powieść serializowana) – powieść drukowana (w gazecie, periodyku, internecie) bądź nadawana (w radiu, telewizji, internecie) periodycznie. Często po wydrukowaniu (nadaniu) ostatniego odcinka całość wychodzi w tradycyjnej formie drukowanej jako książka.
Powieść w odcinkach pojawiła się w literaturze europejskiej w latach 30 XIX w. w Anglii i we Francji, potem w Polsce – pierwszą powieścią w odcinkach był Listopad Henryka Rzewuskiego, drukowany na łamach „Tygodnika Petersburskiego” (1845). W odcinkach drukowana była też m.in. Trylogia Henryka Sienkiewicza na łamach warszawskiego Słowa (w latach 1883–1887).
Podobnie ukazywały się też nowele (pojęcie "noweli w odcinkach").